# West McLean, Bắc Dakota
West McLean là một lãnh thổ chưa tổ chức thuộc quận McLean, tiểu bang Bắc Dakota, Hoa Kỳ. Năm 2010, dân số của nơi này là 177 người.